# テルーと猫とベートーヴェン
『テルーと猫とベートーヴェン』（テルーとねことベートーヴェン）は、2006年9月13日に発売された谷山浩子の通算33作目のアルバムである。
スタジオジブリ制作のアニメ映画『ゲド戦記』の主題歌「テルーの唄」を収録。手嶌葵への提供曲をセルフカバーした。

## 概要
タイトルの「テルー」は谷山浩子が楽曲提供したアニメ映画『ゲド戦記』のヒロイン名。「猫」はますむらひろしの漫画を原作として2005年に上演された音楽劇「幻想図書館 Vol.3『アタゴオルは猫の森』」の主人公である知的生物を指す。また「ベートーヴェン」は「偉大なる作曲家～Decomposing Composers～」で歌われる音楽家ルートヴィヒ・ヴァン・ベートーヴェンである。
「偉大なる作曲家～Decomposing Composers～」はモンティ・パイソンの曲のカバーであり、谷山浩子は当初パイソン（蛇）と1曲目の「竜」を掛けてアルバム名を『竜頭蛇尾』にしようかと考えたが、結局考え直した。

## 収録曲
1. 竜
作詞：宮崎吾朗、作曲：谷山浩子、編曲：石井AQ・谷山浩子
手嶌葵への提供曲
2. テルーの唄
作詞：宮崎吾朗、作曲：谷山浩子、編曲：石井AQ・谷山浩子
手嶌葵への提供曲
3. 数え唄
作詞：宮崎吾朗、作曲：谷山浩子、編曲：石井AQ・谷山浩子
手嶌葵への提供曲
4. 旅人
作詞：宮崎吾朗、作曲：谷山浩子、編曲：石井AQ・谷山浩子
手嶌葵への提供曲
5. 空の終点
作詞：宮崎吾朗、作曲：谷山浩子、編曲：石井AQ・谷山浩子
手嶌葵への提供曲
6. 素晴らしき紅マグロの世界
作詞・作曲：谷山浩子、編曲：石井AQ・谷山浩子
音楽劇「幻想図書館 Vol.3『アタゴオルは猫の森』」への提供曲。
7. 雨のアタゴオル
作詞・作曲：谷山浩子、編曲：石井AQ・谷山浩子
音楽劇「幻想図書館 Vol.3『アタゴオルは猫の森』」への提供曲。
8. 人生は一本の長い煙草のようなもの
作詞・作曲：谷山浩子、編曲：石井AQ・谷山浩子
音楽劇「幻想図書館 Vol.3『アタゴオルは猫の森』」への提供曲。
9. 夢のスープ
作詞・作曲：谷山浩子、編曲：石井AQ・谷山浩子
音楽劇「幻想図書館 Vol.3『アタゴオルは猫の森』」への提供曲。
10. ポプラ・ポプラ
作詞・作曲：谷山浩子、編曲：石井AQ・谷山浩子
森山良子への提供曲。森山版は1992年のアルバム「今、思い出してみて」に収録されている。
11. かおのえき
作詞・作曲：谷山浩子、編曲：石井AQ・谷山浩子
12. 偉大なる作曲家～Decomposing Composers～
作詞・作曲：Michael Palin、日本語詞：谷山浩子、編曲：石井AQ・谷山浩子
モンティ・パイソンのカバー曲。台詞は大森博史が担当。

- ディレクター：佐多美保・岡田純